# Wauwil
Wauwil (toponimo tedesco) è un comune svizzero di 2 558 abitanti del Canton Lucerna, nel distretto di Willisau.

## Geografia fisica
Il territorio di Wauwil si estende sul versante meridionale delle colline del Santenberg e sul margine settentrionale della piana paludosa del Wauwilermoos; il lago di Wauwi (detto anche lago di Schötz o di Egolzwil) fu prosciugato tra il XVI secolo e il 1853-1856.

## Monumenti e luoghi d'interesse
- Cappella cattolica di San Wendelino, ristrutturata nel 1737 e ampliata nel 1828-1830[3];
- Zona naturale protetta del Wauwilermoos, istituita nel 1962[3].

## Società

### Evoluzione demografica
L'evoluzione demografica è riportata nella seguente tabella:
Abitanti censiti

## Infrastrutture e trasporti
Wauwil è servita dall'omonima stazione sulla ferrovia Olten-Lucerna.